# Forêt du Mans
La forêt du Mans est une forêt située sur les communes de Pierre-Levée et de Villemareuil (Seine-et-Marne). Elle couvre une superficie de 297 hectares. C'est aujourd'hui un reliquat de la vaste forêt qui, aux XIIe et XIIIe siècles, couvrait environ 20 000 hectares, entre les localités de Meaux, Jouarre et Coulommiers. 

## Géographie physique

### Géographie administrative
La forêt du Mans s'étend sur deux communes de Seine-et-Marne :
- Villemareuil ;
- Pierre-Levée.

## Histoire
Elle était en effet au centre du Pagus meldicus (pays de Meaux) tel que nous le connaissions à l'époque mérovingienne.
En 1178, le comte de Champagne et de Brie Henri le Libéral confirme aux hommes du chapitre de Meaux domiciliés à Boutigny, le droit d'usage du bois mort dans la forêt du mans, pour chauffage, clôture et échalassement des vignes.
En 1815, le riche négociant Saint Jullien Desnoeux acquit du département de Seine et Marne les 125 hectares des bois de Saint-Faron et de Saint-Fiacre qui en faisaient partie. Au XIXe siècle,  son reliquat faisait partie de l'immense patrimoine foncier du duc de Luynes (Honoré-Thédoric d'Albert / 1802-1867), qui la transmit à sa petite-fille Marie (1844-1865). Au décès de cette dernière, elle passa à sa fille Louise de Sabran-Pontevès (1864-1914).
L'État a acquis la forêt du Mans entre 1956 et 1960, ce qui en fait aujourd'hui une des forêts domaniales de Seine-et-Marne.

## Faune et flore

### Faune
La faune est pour l'essentiel constituée de renards, blaireaux, lapins, sangliers et chevreuils.